# Sphagnum warnstorfii
Espèce
Sphagnum warnstorfii est une espèce de sphaignes, organismes végétaux sans racines ni vrais tissus conducteurs qui sont à l'origine de la formation des tourbières par accumulation de leur matière organique.
Espèce commune des bas marais modérément riches à riches. 